# Charles Batteux
Charles Batteux (Vouziers, 6 maggio 1713 – Parigi, 14 luglio 1780) è stato un filosofo francese, d'importanza fondamentale nell'ambito dell'estetica.

## Biografia
Batteux nacque il 6 maggio 1713 nei pressi di Vouziers, nelle Ardenne. Dopo gli studi di teologia a Reims, nel 1739 si trasferì a Parigi e, dopo aver insegnato negli istituti di Lisieux e Navarra, gli fu conferita la cattedra di filosofia classica presso il Collège de France. Nel 1746 pubblicò il trattato Le belle arti ridotte a un unico principio (Les Beaux-Arts réduits à un même principe), con il quale tentò di unificare le numerose teorie sui concetti di bellezza e gusto.
La fama così ottenuta, consolidata anche grazie alla sua traduzione di Orazio (1750), lo portò a diventare membro dell'Académie des inscriptions et belles-lettres nel 1754 e dell'Académie Française nel 1761. Il suo Corso di belle lettere (Cours de belles lettres) del 1761 fu inserito, insieme ad altri scritti minori, nel più ampio Principes de la littérature del 1774. Tra gli scritti filosofici sono da annoverare La morale d'Épicure tirée de ses propres écrits del 1758 e La storia delle cause primitive (Histoire des causes premières) del 1769.
A causa delle sue invettive nei confronti del principio di autorità in filosofia, Batteux perse la cattedra. La sua ultima opera, nonché la più ampia, fu Cours d'études à l'usage des élèves de l'école militaire in 45 volumi. 
Batteux elaborò una teoria sulle belle arti, mutuata da John Locke attraverso il sensualismo scettico di Voltaire. Secondo tale teoria, l'arte consiste nella fedele imitazione del bello in natura. Applicando tale principio alla poesia e analizzando riga per riga e addirittura parola per parola le poesie dei più grandi poeti, Batteux giunse alla conclusione che la bellezza della poesia consiste nella raffinatezza, nella bellezza e nell'armonia delle singole espressioni.
Charles Batteux morì il 14 luglio 1780.